# Škoda Tudor
Škoda Tudor – samochód koncepcyjny klasy średniej zbudowany przez niemiecki koncern motoryzacyjny Volkswagen AG pod czeską marką Škoda Auto w 2002 roku.

## Historia i opis

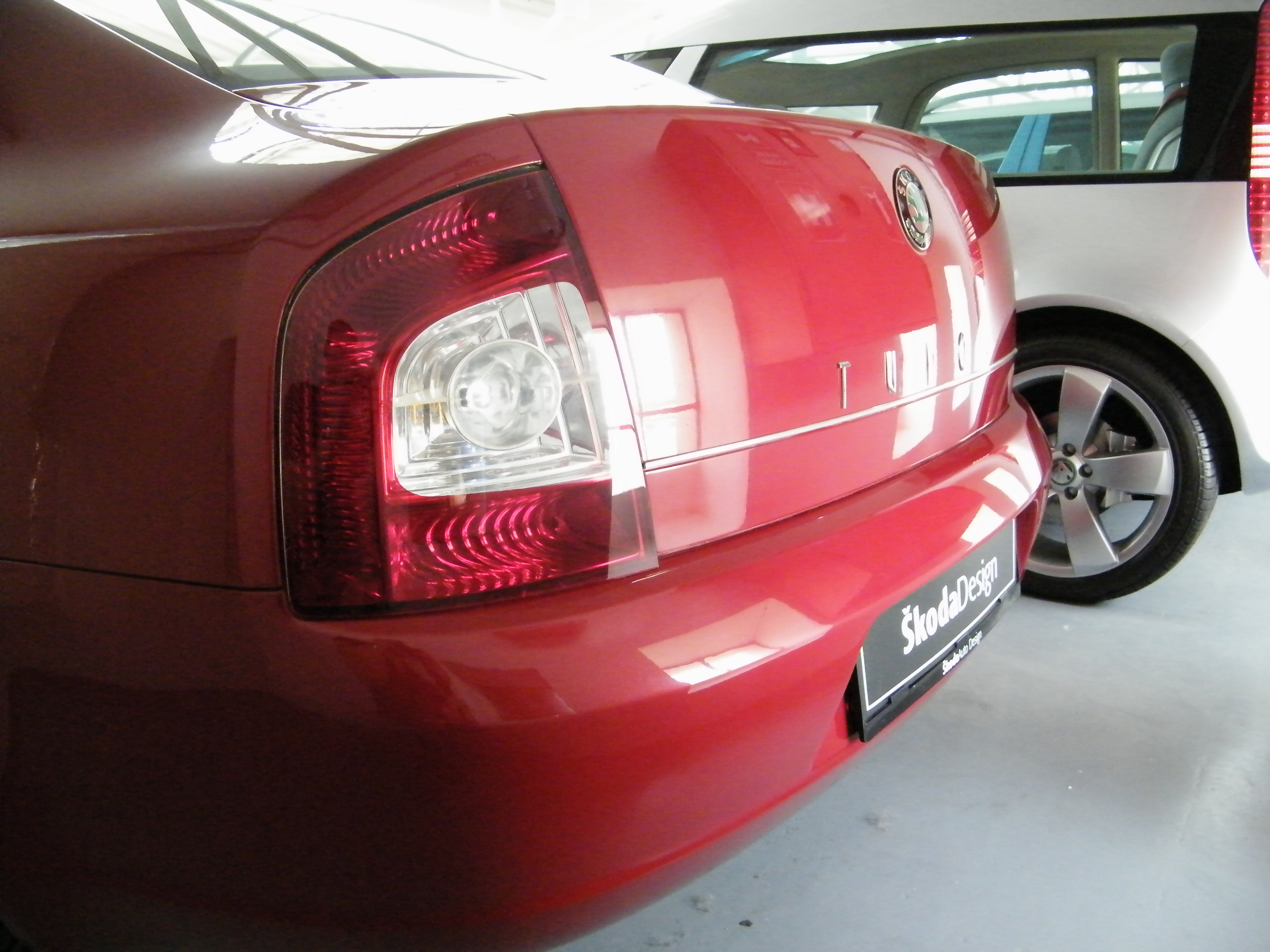
Škoda Tudor - tył

Pojazd został po raz pierwszy oficjalnie zaprezentowany podczas targów motoryzacyjnych w Genewie na początku 2002 roku. Auto oparto na produkowanym od 2001 roku modelu Superb, który z kolei bazuje na Volkswagenie Passacie B5. W stosunku do pierwowzoru zmienione zostało nadwozie z sedana na coupé, a także obniżony został prześwit nadwozia. Pojazd zaprojektowany został w rodzimym studiu stylistycznym Škoda Design kierowanym przez Thomasa Ingenlatha.
Pod maską pojazdu umieszczono benzynową jednostkę V6 o pojemności 2.8 l i mocy 193 KM, dysponującą 280 Nm maksymalnego momentu obrotowego. Silnik ten pozwalał przyśpieszać pojazdem do setki w 7,9 s, a prędkość maksymalna pojazdu wynosiła 237 km/h.
Wnętrze pojazdu także bazowało na sztandarowym modelu Superb. Zastosowana została jednak inna kierownica oraz lekko przemodelowana deska rozdzielcza.
Samochód wyposażony został m.in. w system ESP, skórzaną tapicerkę oraz aluminiowe dodatki wykończenia wnętrza.
Samochód nie wszedł do produkcji ponieważ mógłby być poważnym konkurentem dla sportowych aut grupy VAG.